# العوادي (حزم العدين)

تعديل مصدري - تعديل

العوادي محلة تابعة لقرية الشعوب، التابعة لعزلة الاصيور بمديرية حزم العدين إحدى مديريات محافظة إب في الجمهورية اليمنية، بلغ تعداد سكانها 64 حسب تعداد اليمن لعام 2004.